# كبلر-20c

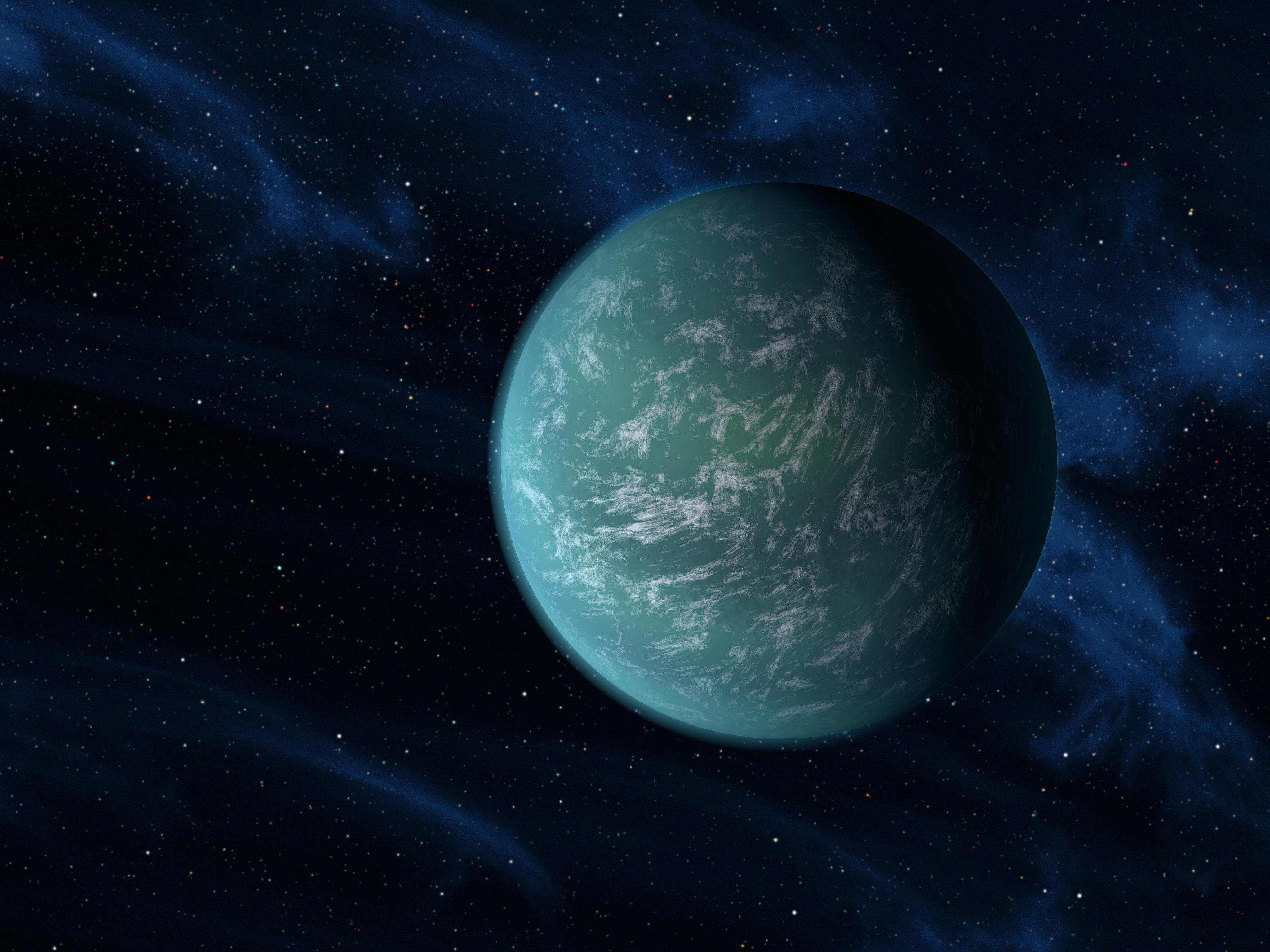

كيبلر 20 سي (بالإنجليزية: Kepler-20c) الذي يرمز له بالرمز KOI-70.01، هو كوكب خارج المجموعة الشمسية، في كوكبة القيثارة، يتبع Kepler-20.

## الاكتشاف
اكتشف في 20 ديسمبر 2011، وكانت طريقة الاكتشاف طريقة العبور.